# Klaus-Dieter Völker
Klaus-Dieter Völker (* 30. Dezember 1937 in Haan) ist ein deutscher Politiker (CDU).

## Ausbildung und Beruf
Nach Abschluss der Volksschule ließ sich Völker zum Seidenweber ausbilden und war von 1953 bis 1961 in diesem Beruf tätig. Anschließend war er bis 1987 Betriebsratsvorsitzender. Danach schulte er um und wurde als Bankangestellter Prokurist.

## Politik
Völker, seit 1964 Mitglied der CDU, war von 1964 bis 1987 Mitglied des Stadtrates von Haan. Dort hatte er von 1966 bis 1973 den Fraktionsvorsitz inne. Seit 1969 ist er Mitglied des Kreistages von Mettmann und seit 1973 ununterbrochen Fraktionsvorsitzender.
Völker war von 1970 bis 1980, von 1990 bis 1995 und von 1999 bis 2000 Abgeordneter des Landtags von Nordrhein-Westfalen. Er zog in der siebten und achten Wahlperiode über ein Direktmandat (Wahlkreis Düsseldorf-Mettmann I), in der elften Wahlperiode über den Listenplatz 56 der Landesliste seiner Partei in den Landtag ein. Am 11. August 1999 gelangte er als Nachrücker in den Landtag.
Völker ist verheiratet, hat drei Kinder und wohnt in Haan.